# Notropis aulidion
Notropis aulidion é uma espécie de Actinopterygii da família Cyprinidae.
Apenas pode ser encontrada no seguinte país: México.